# Andrena lomatii
Andrena lomatii är en biart som beskrevs av Ribble 1974. Andrena lomatii ingår i släktet sandbin, och familjen grävbin. Inga underarter finns listade i Catalogue of Life.